# مفتاح (دهستان)
 مفتاح  به عربی ( المَفتَاح ) دهستانی است در ناحیهٔ (قضاء الشرقی) در شمال أبین، در عزلهٔ (ذی السّفال) از توابع استان اَبیَن در کشور یمن در شبه جزیره عربستان.

## جمعیت
جمعیت این دهستان در حدود (۲۷ خانوار) و (۱۲۶۰۶) نفر می‌باشد. 

## روستاهای توابع
روستاهای توابع این دهستان عبارتند از:
- روستای عَلکَمَة
- روستای الجَبر الأَسفَل
- روستای الَجبر الشَرقی
- روستای الَجبر الأعلی

## منبع
- المقحفی، ابراهیم، احمد ، (مُعجَم المُدُن وَالقَبائِل الیَمَنِیَة) ، منشورات دار الحکمة، صنعاء، چاپ پنجم، وانتشار سال ۱۹۸۵ میلادی به (عربی).
- صنعانی، محمد بن یحیی بن عبدالله بن احمد، الیمانی. ، (اَلأنَباءَ عَن دُولةَ بَلقِیسَ وَ سَبأَ) ، منشورات دار الیمنیة للنشر والتوزیع، صنعاء، چاپ وانتشار سال ۱۹۸۴ میلادی به (عربی).